# Скульский, Александр Моисеевич
Алекса́ндр Моисе́евич (Миха́йлович) Ску́льский (12 апреля 1942 — 30 августа 2022) — российский дирижёр, музыкальный педагог и телеведущий; художественный руководитель и главный дирижёр симфонического оркестра Нижегородской филармонии, профессор Нижегородской консерватории. Народный артист Российской Федерации (2004).

## Биография
Родился 12 апреля 1942 года в г. Горьком.
В 1965 году Александр Скульский окончил Нижегородскую консерваторию по классу Маргариты Саморуковой, а в 1971 году — Ленинградскую консерваторию по классу Николая Рабиновича.
Творческая судьба Александра Скульского более 50 лет неразрывно связана с Нижегородской филармонией и её симфоническим оркестром. В 2000 году маэстро стал его художественным руководителем и главным дирижёром. Не только слушатели высказывают своё восхищение мощным, захватывающим звучанием оркестра под руководством Александра Михайловича, но и профессиональное музыкальное сообщество признаёт его дар и масштаб проделанной работы. То, как вырос симфонический оркестр Нижегородской филармонии за 17 лет его руководства, и что он представляет собой сегодня, отмечено многими российскими музыкальными деятелями. В репертуаре оркестра вся мировая классика и современная музыка.
География концертных выступлений маэстро очень широка: оркестр филармонии во главе с Александром Скульским приглашают во многие города России, в том числе Москву и Санкт-Петербург. С огромным успехом прошли гастроли по странам Балтии и Европы — им рукоплескали в знаменитых концертных залах, в том числе «Концертгебау» в Амстердаме, «Аудиториум» в Барселоне, Королевском дворце в Брюсселе, в Театре Елисейских полей в Париже.
С 1976 года Александр Михайлович успешно совмещал дирижёрскую деятельность с работой в Нижегородской консерватории, где возглавлял кафедру оперной подготовки, оркестрового и оперно-симфонического дирижирования. За это время выпустил около 20 учеников, некоторые из которых стали главными дирижёрами ведущих оркестров России. Профессор, автор многочисленных научных работ, статей, методических пособий.
Был председателем Государственной аттестационной комиссии в Санкт-Петербургской консерватории по специальности «дирижирование оперно-симфоническим оркестром» (2011), членом жюри Всероссийского музыкального конкурса по специальности «оперно-симфоническое дирижирование» (2015).
Скоропостижно скончался 30 августа 2022 года на 81-м году жизни. Похоронен на Бугровском кладбище.

## Награды и звания
- Заслуженный деятель искусств РСФСР (1990)
- Народный артист Российской Федерации (2004)
- Премия города Нижнего Новгорода (1997, 2005, 2009)
- Почётный гражданин Нижнего Новгорода (2014)
- Почётная грамота Президента Российской Федерации (2020)[4]
- Медаль «В память 800-летия Нижнего Новгорода» (12 июня 2021)[5]